# تشارلز هايت
تشارلز هايت هو محامي وسياسي أمريكي، ولد في 4 يناير 1838 في Colts Neck Township, New Jersey ‏ في الولايات المتحدة، وتوفي في 1 أغسطس 1891 في فريهولد في الولايات المتحدة. نشط حزبياً في الحزب الديمقراطي. وقد انتخب عضو جمعية نيوجيرسي العامة ‏ وانتخب عضو مجلس النواب الأمريكي ‏.